# Egmundella valdiviae
Egmundella valdiviae is een hydroïdpoliep uit de familie Campanulinidae. De poliep komt uit het geslacht Egmundella. Egmundella valdiviae werd in 1921 voor het eerst wetenschappelijk beschreven door Stechow. 